# باول ديفيس (سياسي)
باول ديفيس (بالإنجليزية: Paul Davis)‏ هو سياسي أمريكي، ولد في 25 مارس 1947 في ديكستر في الولايات المتحدة. حزبياً، نشط في الحزب الجمهوري. وقد انتخب عضو مجلس نواب مين.